# الجبل (محافظة الجموم)
الجبل قرية سعودية، في محافظة الجموم بمنطقة مكة المكرمة. تقع في شمال مكة المكرمة بمسافة تقارب ( ) كم.